# Hyposada fraterculata
Hyposada fraterculata är en fjärilsart som beskrevs av Moore 1888. Hyposada fraterculata ingår i släktet Hyposada och familjen nattflyn. Inga underarter finns listade i Catalogue of Life.